# Joe Ranft
Joseph Henry Ranft (13. března 1960 Pasadena, Kalifornie – 16. srpna 2005 Mendocino County, Kalifornie) byl americký scenárista, animátor, tvůrce storyboardů a dabér, jenž pracoval pro Pixar Animation Studios a Disney ve Walt Disney Animation Studios a Disney Television Animation. Jeho mladší bratr Jerome Ranft je sochař, který rovněž pracoval na několika filmech společnosti Pixar.
Ranftovým prvním filmem byl v roce 1987 snímek The Brave Little Toaster. Jako jeden ze scenáristů filmu Toy Story: Příběh hraček (1995) získal nominaci na Oscara za nejlepší původní scénář a byl také spolurežisérem filmu Auta (2006), svého posledního díla před smrtí.

## Raný život
Joseph Henry Ranft se narodil 13. března 1960 v Pasadeně v Kalifornii a vyrůstal ve Whittieru. Jeho rodiči byli James a Melissa Ranftovi. V dětství si Ranft vypěstoval lásku ke kouzlům, vyprávění příběhů, filmu a komediím. V patnácti letech se stal členem skupiny Magic Castle Junior. Po absolvování střední školy Monte Vista High School ve Whittieru v roce 1978 začal Ranft studovat v programu animace postaviček na Kalifornském institutu umění po boku Johna Lassetera a Brada Birda. Po dvou letech Ranftův studentský film Good Humor upoutal pozornost vedoucích pracovníků společnosti Disney v oblasti animace, kteří mu nabídli práci.

## Kariéra
V roce 1980 Ranft nastoupil ke společnosti Disney jako scenárista a kreslíř storyboardů. Během prvních pěti let u společnosti Disney pracoval na řadě televizních projektů, které se nikdy nerealizovaly. Později ve své kariéře u Disneyho povýšil do oddělení hrané animace, kde byl jeho mentorem Eric Larson. Přibližně v té době studoval pod vedením improvizační skupiny The Groundlings a začal s ní vystupovat. Ranft zůstal u Disneyho po celá 80. léta a napsal příběh k mnoha animovaným filmům, včetně snímků Oliver a přátelé, Lví král a Kráska a zvíře. Pracoval také na filmech The Brave Little Toaster z roku 1987 pro Hyperion Animation a Jakub a obří broskev z roku 1996 pro Allied Filmmakers.
Ranft se znovu setkal s Lasseterem, když ho v roce 1991 najala společnost Pixar jako vedoucího příběhu. Zde pracoval na všech jejich filmech vyrobených do roku 2006; patřily mezi ně Toy Story: Příběh hraček (za který získal nominaci na Oscara za nejlepší původní scénář) a Život brouka, a to jako spoluautor příběhu a dalších jako vedoucí příběhu. V mnoha filmech také namluvil postavy, například housenku Heimlicha v Životě brouka, tučňáka Wheezyho v Toy Story 2: Příběh hraček a krevetu Jacquese v Hledá se Nemo.
Ve filmu Příšerky s.r.o. se po Ranftovi jmenovala příšerka (J. J. Ranft), protože většina strašidel ve filmu byla pojmenována po zaměstnancích Pixaru. Ranft byl také pověřen hlavní rolí v příběhu filmu The Brave Little Toaster (1987).
Jeho oblíbenými spisovateli byli Kurt Vonnegut, Hunter S. Thompson a Tom Wolfe. Jeho oblíbenými kouzelníky byli John Carney, Daryl, Michael Ammar, Ricky Jay a Jimmy Grippo.
V roce 2006 byl posmrtně oceněn jako Disneyho legenda a v roce 2016 získal cenu Winsora McCaye, cenu za celoživotní dílo pro animátory.

## Smrt a odkaz
Dne 16. srpna 2005 byli 45letý Ranft a jeho 39letý přítel Eric Frierson spolujezdci v Ranftově voze Honda Element z roku 2004, který řídil jeho další přítel, 32letý Elegba Earl. Earl náhle ztratil kontrolu nad vozidlem a při jízdě na sever po dálnici Highway 1 narazil do svodidel. SUV se zřítilo ze srázu a spadlo do ústí řeky Navarro v místě, kde se vlévá do Tichého oceánu v okrese Mendocino, a Ranft i Earl na místě zemřeli. Frierson utrpěl středně těžká zranění a přežil díky tomu, že unikl střechou. Ranft zemřel během tvorby filmu Auta, který spolurežíroval a v němž daboval. Film a hra k němu jsou věnovány jeho památce, stejně jako film Mrtvá nevěsta Tima Burtona, na kterém se Ranft podílel jako výkonný producent. Jeho ostatky byly zpopelněny.
Ranft se dočkal uznání od kolegů a různých poct v animovaných filmech, které byly vydány po jeho smrti. Henry Selick ho nazval „příběhovým velikánem naší generace“. Na Ranftovu počest je v Selickově animované filmové produkci Koralina stěhovací SUV, které Koralinu stěhuje do jejího nového bytu, ozdobeno logem Ranft Moving, Inc. Samotní stěhováci jsou vymodelováni podle Ranfta a jeho bratra Jeroma, který namluvil hlas jednoho ze stěhováků. Jerome po bratrově smrti převzal většinu Ranftových hlasových rolí. Reedice filmu Toy Story 2: Příběh hraček na Blu-Ray a DVD z roku 2010 obsahuje speciální film, který se věnuje Ranftovi a jeho úspěchům, s názvem Celebrating Our Friend Joe Ranft. Ranft vytvořil první kresby pro postavu Finna McMissila v nepoužité scéně z filmu Auta a jeho kresby byly později použity při tvorbě postavy pro film Auta 2. John Lasseter uvedl Rancingta jako jednu z hlavních inspirací pro postavu Buráka z těchto filmů. Podle spolurežiséra Ronnieho del Carmena a výtvarníka příběhu Domeeho Shiho je ve filmu V hlavě postava klauna Janglese založena na postavě vytvořené Ranftem mimo Pixar, která se jmenuje Buttocks the Clown. V závěrečných titulcích filmu Coco společnosti Pixar se objevuje digitální ofrenda s fotografiemi mnoha zaměstnanců Pixaru a jejich blízkých, kteří dříve zemřeli, včetně Rancingta. Kromě toho je ve filmu Duše z roku 2020 jeho jméno uvedeno na zdi předchozích mentorů postavy 22.

## Filmografie

### Celovečerní film
| Rok  | Titul                                                | Režisér      | Scenárista     | Vedoucí příběhu | Autor příběhu | Animátor | Výkonný producent | Ostatní | Hlasová role            | Poznámky                  |
| ---- | ---------------------------------------------------- | ------------ | -------------- | --------------- | ------------- | -------- | ----------------- | ------- | ----------------------- | ------------------------- |
| 1987 | The Brave Little Toaster                             | Ne           | Ano            | Ne              | Ano           | Režie    | Ne                | Ano     | Elmo St. Peters / klaun | Animace příběhu           |
| 1988 | Falešná hra s králíkem Rogerem                       | Ne           | Ne             | Ne              | Ano           | Ne       | Ne                | Ano     | Goons                   | Animace náčrtku příběhu   |
| 1988 | The Land Before Time                                 | Ne           | Ne             | Ne              | Ne            | Ne       | Ne                | Ano     | Danny                   |                           |
| 1988 | Oliver a přátelé                                     | Ne           | Ne             | Ne              | Ano           | Ne       | Ne                | Ne      |                         | [ 16 ]                    |
| 1989 | Malá mořská víla                                     | Ne           | Ne             | Ne              | Ano           | Ne       | Ne                | Ne      |                         | Storyboardy               |
| 1990 | Záchranáři u protinožců                              | Ne           | Ano            | Ano             | Ne            | Ne       | Ne                | Ne      |                         | Scénář animace            |
| 1991 | Kráska a zvíře                                       | Ne           | Ne             | Ne              | Ano           | Ne       | Ne                | Ne      |                         | [ 16 ] [ 17 ]             |
| 1992 | FernGully: Poslední deštný prales                    | Ne           | Ne             | Ne              | Ne            | Ne       | Ne                | Ano     | Fly                     |                           |
| 1992 | Aladin                                               | Ne           | Ne             | Ne              | Ano           | Ne       | Ne                | Ne      |                         |                           |
| 1993 | Ukradené Vánoce                                      | Ne           | Ne             | Ano             | Ne            | Ne       | Ne                | Ano     | Igor                    | [ 16 ]                    |
| 1994 | Lví král                                             | Ne           | Ne             | Ne              | Ano           | Ne       | Ne                | Ne      |                         | [ 18 ]                    |
| 1995 | Toy Story: Příběh hraček                             | Ne           | Původní příběh | Ano             | Ne            | Ne       | Ne                | Ano     | Lenny                   | [ 18 ]                    |
| 1996 | Jakub a obří broskev                                 | Ne           | Ne             | Ano             | Ne            | Ne       | Ne                | Ne      |                         | [ 14 ]                    |
| 1998 | Scooby-Doo a ostrov zombií                           | Ne           | Ne             | Ne              | Ne            | Ne       | Ne                | Ano     | Jack                    |                           |
| 1998 | A Night at the Roxbury                               | Ne           | Ne             | Ne              | Ne            | Ne       | Ne                | Ano     | The Hottie Dancer       |                           |
| 1998 | Život brouka                                         | Ne           | Původní příběh | Ano             | Ne            | Ne       | Ne                | Ano     | Heimlich / Fly          | [ 18 ]                    |
| 1999 | Železný obr                                          | Ne           | Ne             | Ne              | Ano           | Ne       | Ne                | Ne      |                         |                           |
| 1999 | Scooby-Doo a duch čarodějky                          | Ne           | Ne             | Ne              | Ne            | Ne       | Ne                | Ano     | Enormous Turkey         |                           |
| 1999 | Toy Story 2: Příběh hraček                           | Ne           | Ne             | Ano             | Ne            | Ne       | Ne                | Ano     | Wheezy / Heimlich       | Další příběhové materiály |
| 1999 | Fantazie 2000                                        | Ne           | Ne             | Ne              | Částečně      | Ne       | Ne                | Ne      |                         |                           |
| 2000 | Thomas and the Magic Railroad                        | Ne           | Ne             | Ne              | Ne            | Ne       | Ne                | Ano     | Donald                  |                           |
| 2000 | Buzz Lightyear of Star Command: The Adventure Begins | Ne           | Ne             | Ne              | Ne            | Ne       | Ne                | Ano     | Wheezy                  |                           |
| 2000 | Scooby-Doo a invaze vetřelců                         | Ne           | Ne             | Ne              | Ne            | Ne       | Ne                | Ano     | Spider                  |                           |
| 2000 | Trosečník                                            | Ne           | Ne             | Ne              | Ne            | Ne       | Ne                | Ano     | London Captain          |                           |
| 2001 | Monkeybone                                           | Ne           | Ne             | Ne              | Ne            | Ne       | Ne                | Ano     | Králík Streetsquashed   | [ 19 ]                    |
| 2001 | The Trumpet of the Swan                              | Ne           | Ne             | Ne              | Ano           | Ano      | Ne                | Ne      |                         |                           |
| 2001 | Shrek                                                | Ne           | Ne             | Ne              | Ne            | Ne       | Ne                | Ano     | Various                 |                           |
| 2001 | Atlantida: Tajemná říše                              | Ne           | Ne             | Ne              | Ano           | Ne       | Ne                | Ano     | Sea Creatures           |                           |
| 2001 | Scooby-Doo a virtuální honička                       | Ne           | Ne             | Ne              | Ne            | Ne       | Ne                | Ano     | Moon Goon #1            |                           |
| 2001 | Příšerky s.r.o.                                      | Ne           | Ne             | Ne              | Ano           | Ne       | Ne                | Ano     | Pete „Claws“ Ward       | Další příběhové materiály |
| 2002 | Lilo & Stitch                                        | Ne           | Ne             | Ne              | Ne            | Ne       | Ne                | Ano     | Aliens                  |                           |
| 2002 | Jonah: A VeggieTales Movie                           | Ne           | Ne             | Ne              | Ne            | Ne       | Ne                | Ano     | Pea Fisherman           |                           |
| 2002 | Treasure Planet                                      | Ne           | Ne             | Ne              | Ne            | Ne       | Ne                | Ano     | Pirates                 |                           |
| 2003 | Scooby-Doo! and the Legend of the Vampire            | Ne           | Ne             | Ne              | Ne            | Ne       | Ne                | Ano     | Lifeguard #3            |                           |
| 2003 | Hledá se Nemo                                        | Ne           | Ne             | Ne              | Ne            | Ne       | Ne                | Ano     | Jacques                 |                           |
| 2003 | Scooby-Doo! and the Monster of Mexico                | Ne           | Ne             | Ne              | Ne            | Ne       | Ne                | Ano     | Musician #3             |                           |
| 2003 | Vánoční skřítek                                      | Ne           | Ne             | Ne              | Ne            | Ne       | Ne                | Ano     | The Store Owner         |                           |
| 2004 | Shrek 2                                              | Ne           | Ne             | Ne              | Ne            | Ne       | Ne}               | Ano     | Knights                 |                           |
| 2004 | Úžasňákovi                                           | Ne           | Ne             | Ne              | Ne            | Ne       | Ne                | Ano     | Vedlejší postavy        |                           |
| 2004 | Spongebob v kalhotách: Film                          | Ne           | Ne             | Ne              | Ne            | Ne       | Ne                | Ano     | Reportéři               |                           |
| 2005 | Roboti                                               | Ne           | Ne             | Ne              | Ne            | Ne       | Ne                | Ano     | Garbage Robots          |                           |
| 2005 | Corpse Bride                                         | Ne           | Ne             | Ne              | Ne            | Ne       | Ano               | Ano     |                         | Věnování                  |
| 2005 | Chicken Little                                       | Ne           | Ne             | Ne              | Ne            | Ne       | Ne                | Ano     | Doggy Loggy             | Věnování                  |
| 2006 | Auta                                                 | Spolurežisér | Ano            | Ano             | Ne            | Ne       | Ne                | Ano     | Red/Peterbilt           | Věnování                  |

### Krátké filmy a televizní speciály
| Rok  | Titul               | Scenárista     | Loutkoherec | Ostatní | Poznámky                     |
| ---- | ------------------- | -------------- | ----------- | ------- | ---------------------------- |
| 1982 | Fun with Mr. Future | Ano            | Ne          | Ne      |                              |
| 1983 | Hansel and Gretel   | Ne             | Ano         | Ne      | Televizní speciál            |
| 2006 | Burák a Bludička    | Původní příběh | Ne          | Ano     | Designér závěrečných titulků |

### Dokumentární filmy
| Rok  | Titul                  | Role          | Poznámky                       |
| ---- | ---------------------- | ------------- | ------------------------------ |
| 2007 | Příběh Pixaru          | On sám        | Věnování, speciální poděkování |
| 2009 | Waking Sleeping Beauty | Karikaturista | Věnování                       |

### Videohry
| Rok  | Titul                            | Hlasová role      |
| ---- | -------------------------------- | ----------------- |
| 1996 | Toy Story Animated Storybook     | Lenny             |
| 1998 | A Bug's Life                     | Heimlich          |
| 2002 | Monsters, Inc. Scream Arena      | Pete „Claws“ Ward |
| 2003 | Finding Nemo                     | Jacques           |
| 2003 | Disney's Extreme Skate Adventure | Wheezy            |
| 2007 | Auta: Burákův národní šampionát  | Red               |

### Zábavní parky
| Rok        | Titul                      | Role     | Poznámky                    |
| ---------- | -------------------------- | -------- | --------------------------- |
| 2002–2018  | Heimlich's Chew Chew Train | Heimlich |                             |
| 2018–dosud | Heimlich's Candy Corn Toss | Heimlich | Posmrtně, archivní nahrávka |